# Bajomulyo
Bajomulyo is een bestuurslaag in het regentschap Pati van de provincie Midden-Java, Indonesië. Bajomulyo telt 4623 inwoners (volkstelling 2010).